# Philesia
Philesia је род вишегодишњих скривеносеменица из фамилије Philesiaceae. Ареал распрострањења рода је јужни део Чилеа и Аргентине. Род садржи само једну врсту - Philesia magellanica .